# Hirvaskangas
Hirvaskangas är en tätort (finska: taajama) i Urais kommun i landskapet Mellersta Finland i Finland. Vid tätortsavgränsningen den 31 december 2021 hade Hirvaskangas 474 invånare och omfattade en landareal av 1,69 kvadratkilometer.